# Juhani Saukkonen
Veikko Antti Juhani Saukkonen, född 22 juni 1937 i Viborg, död 30 juni 2024, var en finländsk centerpartistisk politiker och präst. Han var ledamot av Finlands riksdag mellan 1972 och 1983. Som Finlands försvarsminister tjänstgjorde han i regeringen Sorsa III 1982–1983.
Saukkonen avlade teologie kandidatexamen år 1962 och innehade kyrkoherdeämbetet i Parikkala 1977–1987; senare arbetade han som präst i Umeå.